# Ludwig I. (Ziegenhain)
Ludwig I. von Ziegenhain (* um 1167; † nach 17. Januar 1229) aus dem Geschlecht der Grafen von Ziegenhain war von etwa 1200 bis zu seinem Tod regierender Graf von Ziegenhain und ab 1205 auch regierender Graf von Nidda.

## Herkunft
Ludwig war ein Sohn des Grafen Rudolf II. (* um 1132; † nach 1188) von Ziegenhain und dessen Frau Mechthild, der einzigen Schwester und nach dessen Tod Erbin des Grafen Berthold II. von Nidda, mit dem das Geschlecht der Grafen von Nidda aus dem Hause Malsburg in männlicher Linie erlosch. Ab 1195 findet sich Ludwig gemeinsam mit seinem älteren Bruder Gottfried II. (* 1156; † um 1200) in verschiedenen Urkunden als Zeuge, aber schon im Jahr 1200 bekunden Ludwig und seine Mutter Mechthild ohne Gottfried. (Zwei andere Brüder waren in den geistlichen Stand getreten, Giso als Kanoniker am Petristift in Fritzlar, Rudolf III. als Domherr in Hildesheim und Propst am Petersstift in Goslar. Ein weiterer Bruder, Gozmar V., taucht erst lange nach Gottfrieds II. Tod gelegentlich als Zeuge in Urkunden seines Bruders Ludwig auf.)

## Graf von Ziegenhain
Gottfried scheint somit im Jahre 1200 oder kurz zuvor verstorben zu sein, und Ludwig folgte ihm als regierender Graf von Ziegenhain und Vogt der Abtei Fulda. Ludwig heiratete erst im Jahre 1205, nachdem er die Regierung angetreten hatte. Seine Frau war Gertrud (* um 1172; † nach 1222), die Witwe des Grafen Friedrich II. von Abenberg († 1201). Er nutzte ihr Vermögen, um eine Anzahl von Pfandschaften einzulösen, die sein Bruder versetzt hatte – darunter die Vogtei von Fulda selbst sowie von Fulda zu Lehen gehende Einkünfte in sechs Dörfern; die Einkünfte aus den Dörfern verpfändete er dann umgehend an seine Frau.
Ludwig war ein verlässlicher Gefolgsmann der Staufer und ist nach der Königswahl Philipps von Schwaben 1198 wiederholt in dessen Umgebung beurkundet, so 1205 in Nürnberg, 1206 in Boppard und 1207 in Gelnhausen. 1214 war er Zeuge auf einer in Jülich ausgestellten Urkunde des Königs Friedrich II.

## Erbe der Grafschaft Nidda
Im Jahre 1205 starb Graf Berthold II. von Nidda, Ludwigs Onkel mütterlicherseits. Da Berthold keine direkten Nachkommen hinterließ, kam sein Allodialbesitz über seine Schwester Mechthild an Ludwig I. von Ziegenhain. Da Abt Heinrich III. auch die Belehnung mit der fuldischen Vogtei über den Besitz der Abtei in der Wetterau, die sogenannte Fuldische Mark, von Berthold auf Ludwig übertrug, wurde dieser somit auch Graf von Nidda. (Die Burg Nidda war Reichslehen, und als treuer Gefolgsmann der Staufer hatte Ludwig wohl keine Schwierigkeiten, auch diese Belehnung zu erhalten.) Die Grafschaft Nidda erstreckte sich zu dieser Zeit bis etwa zum Oberlauf der Ohm und der Felda im Vogelsberg und schloss Streubesitz im Rheingau bei Rüdesheim am Rhein sowie Vogteien über die fuldischen Güter und über einige mainzische Besitzungen in der Wetterau bis hin zum Main mit ein; ihre genaue Ausdehnung, insbesondere was den Streubesitz betrifft, ist jedoch nicht bekannt. Durch die Heiraten seiner Schwestern Adelheid und Mechthild gingen Ludwig und der Grafschaft Nidda allerdings wertvolle Güter und Vogteirechte an deren Ehegatten Ulrich I. von Münzenberg und Gerlach II. von Büdingen verloren, so z. B. die Vogtei Schotten mit allem Zubehör (an Büdingen).

## Schenkungen
Im August 1207 beteiligte sich Ludwig bei einer Fürstenversammlung in Nordhausen in Thüringen und kurz danach bei einem Hoftag in Würzburg in Anwesenheit des Königs Philipp, zusammen mit den Häuptern aller anderen Zweige des Reichenbach-Ziegenhainer Grafengeschlechts, an der hauptsächlich von Graf Heinrich III. von Reichenbach († 1250) verantworteten Übertragung des ehemaligen (und nur kurzlebigen) Nonnenklosters in Reichenbach an den Deutschen Orden. Der damals in Deutschland noch weithin unbekannte und nahezu bedeutungslose Orden erhielt damit, 27 Jahre vor der Errichtung der Marburger Kommende, seine erste bedeutende Niederlassung in Deutschland; von 1220 bis 1310 war die Ordensniederlassung Reichenbach als Komturei Mittelpunkt des Ordensbesitzes im osthessischen Raum.
Wie bereits sein Onkel Berthold II., so machte auch Ludwig den Johannitern Schenkungen im Gebiet der Grafschaft Nidda, so im Jahre 1226 das Gut Brungesrode (im Bereich des heutigen Straßennamens „Am Ruppelshof“ in Nidda).

## Ehe und Nachkommen
Aus Ludwigs Ehe mit Gertrud (* um 1172; † nach 1222), der Witwe des Grafen Friedrich II. von Abenberg, stammten fünf namentlich bekannte Kinder:
- Gottfried IV. († 15. November 1250), Graf von Ziegenhain und Nidda in Nidda; ⚭ Luitgard von Dürn
- Berthold I. (* um 1207 † 6. August 1258), Graf von Ziegenhain und Nidda in Ziegenhain, Vogt von Fulda; ⚭ Eilike von Tecklenburg (* um 1220; † 1286), Tochter des Grafen Otto I.
- Burkhart († August 1247), 1247 Erzbischof von Salzburg
- Adelheid (1229/1232 erwähnt), ⚭ Embricho III., Rheingraf zum Stein (~1188–1241)
- Gertrud (1237 erwähnt), Kanonisse im Stift Quedlinburg

Nach Ludwigs Tod im Jahre 1229 regierten seine Söhne Gottfried IV. und Berthold I. die beiden Grafschaften zunächst gemeinsam, wobei Berthold I. in den Ziegenhainer Stammlanden und Gottfried IV. in Nidda residierte. Das wichtige und einträgliche Amt des Domvogts von Fulda, seit 1108 mit Gozmar I. von Reichenbach (* um 1045; † nach 1117) erblich in der Hand der Reichenbacher/Ziegenhainer, ging im September 1229 an Friedrich von Ziegenhain, kam aber nach dessen baldigem Tod noch im selben Jahr an Berthold I.